# 天手長男神社
33°45′51″N 129°42′09″E / 33.764139°N 129.7025°E
天手長男神社（日语：／ Amenotanagao-jinja或 Amanotanagao-jinja）是日本長崎縣壹岐市鄉之浦町田中觸的神社，社格是名神大社（論社）、壹岐國一宮和村社。氏子方面，根據《式內社調查報告》記載是135戶，分佈於柳田觸、物部觸、木田觸和田中觸。

## 位置與名稱

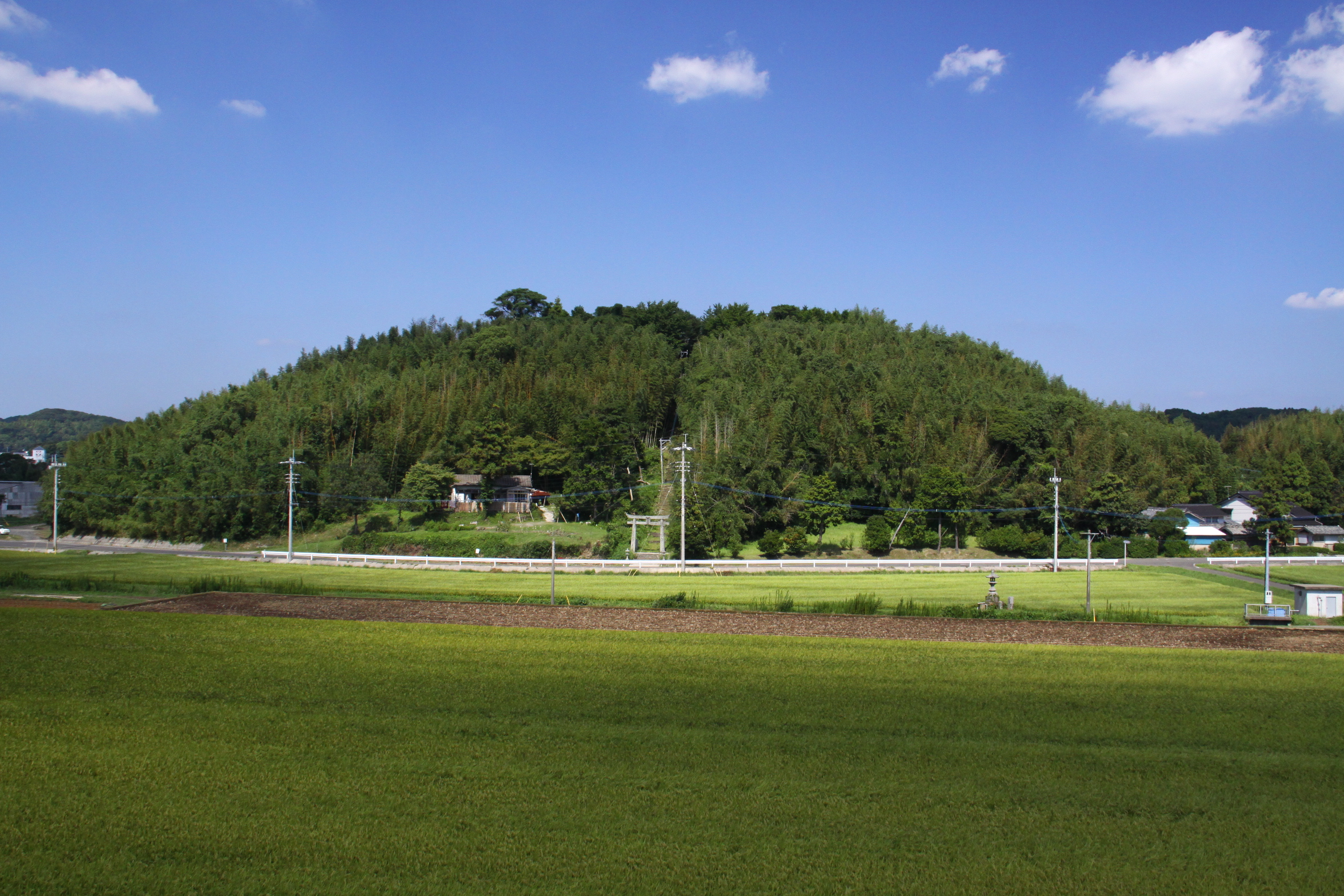
鉢形山

神社位於壹岐島中部的西南邊，地處鉢形山（鉢形嶺）之上，同時也是彌生時代遺跡鉢形山遺跡以及鉢形城的所在地。行政區劃方面，神社原屬壹岐國石田郡物部鄉，後為物部莊、物部村（又稱中通村、櫻江村或柳田村）、柳田村和鄉之浦町，字是鉢形山。
神社原本稱為若宮，根據《壹岐神名記》記載是式外社，為《神名品書》中記載的田中若宮四所的明神，當初不過是一座小祠。延寶4年6月1日（1676年7月11日），橘三喜以當地出土彌生土器等文物為由，將神社視為名神大社天手長男神社，推測理由是該處為田中的山丘，將田中丘的發音與手長男相題並論而來。此外，同為天手長男神社論社的尚有興神社。

## 歷史
根據神社說法，神功皇后在出兵新羅時曾經停靠於此。根據《壹岐國神社誌》記載，神功皇后以神社在其出兵新羅時有功而親自進行祭事。嘉祥3年10月23日（850年11月30日），根據《日本文德天皇實錄》記載，「天手長男」獲列為官社。嘉祥4年（851年）正月，根據《壹岐國神社誌》記載，神社獲賜正六位上的神階，其後在寬平9年（897年或898年）12月、天慶3年（940年）正月、永保元年（1081年）2月、永治元年（1141年）7月、治承4年（1180年或1181年）12月、元曆2年（1185年）3月、建仁元年（1201年）2月、弘長元年（1261年）2月、建治元年（1275年）7月和永德元年（1381年）2月各升一階。天安元年（857年）2月、天安2年（858年）4月和貞觀5年（863年）3月，神社則先後獲敕使前來奉幣。
延寶4年，當神社獲橘三喜視為名神大社天手長男神社後，開始受到平戶藩藩主的崇敬。根據《壹岐名勝圖誌》記載，神社在元祿元年（1688年）獲藩主松浦鎮信興建寶殿和拜殿，民眾也在翌年於神社種植松樹、杉樹和櫻花樹。元祿13年（1700年），神社獲鎮信寄進2石作為社領。寶永4年（1707年），龜岡城完工，藩主松浦棟為了向神社報賽而寄進兩個鉢。享保9年（1724年），神社獲藩主松浦篤信重建寶殿。元文4年（1739年），社領增加至10石，並且獲壹岐國內奉納初穗10俵。寬政年間（1789年），根據松浦清的告文記載，神社當時有公方神樂米6升6合（約11.91公升）、五穀成就米3斗（約54.12公升）、初穗米3石（約541.17公升）以及大神樂米9斗（約162.35公升）。此外，每逢祭事藩主也會派人前來參拜，藩主進入領地時或是城代郡代交接時也一定會前來參拜神社。根據《壹岐國巡見之記》記載，藩主松浦曜也曾經在弘化2年（1845年）參拜神社。
1879年9月6日，神社獲列為村社。1910年10月25日，神社獲列為神饌幣帛料供進社。1965年4月16日，天手長比賣神社、物部布都神社和若宮神社合祀至神社，促使栲幡千千姬命、稚日女尊、木花開耶姬命、豐玉姬命、玉依姬命、布都主命、仁德天皇、仲哀天皇、日本武尊和比賣大神也成為神社的祭神，同日淡島神社也遷移至境內。

## 境內

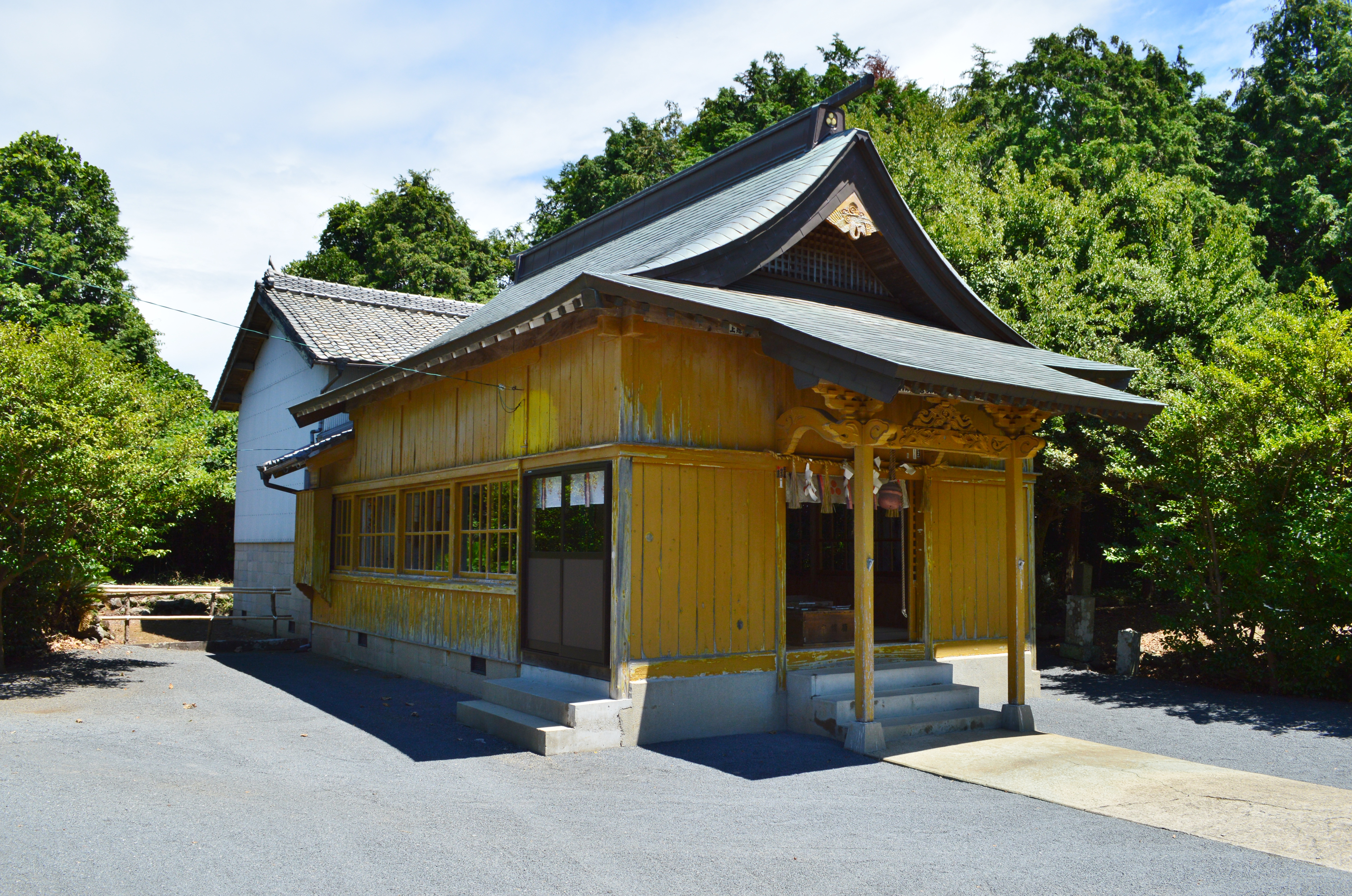
前方是拜殿，後方是本殿

神社境內面積達175坪（約578.51平方），本殿是流造建築。寶殿、拜殿和社務所倉庫均是瓦頂建築，寶殿正面寬1.5間（約2.73），長2間（約3.64），拜殿正面寬2.5間（約4.55），長4間（約7.27），社務所倉庫則是正面寬5間（約9.09），長3.5間（約6.36）。此外，境內尚有3座石鳥居6座石燈籠。境內社有淡島神社，祭神是南市御前。

## 外部連結
- . 一之宮巡拜會.   [2023-09-29]. （原始内容存档于2023-03-27） （日语）.
- . 長崎縣觀光聯盟.   [2023-09-29]. （原始内容存档于2023-09-27） （日语）.
- . 壹岐市觀光聯盟.   [2023-09-29]. （原始内容存档于2023-06-09） （日语）.